# إدوارد لودفيغ
إدوارد لودفيغ (بالإنجليزية: Edward Ludwig) (و. 1899 – 1982 م) هو مخرج أفلام، وكاتب سيناريو أمريكي، ولد في بالتا، توفي في سانتا مونيكا، كاليفورنيا، عن عمر يناهز 83 عاماً.

## وصلات خارجية
- إدوارد لودفيغ على موقع IMDb (الإنجليزية)
- إدوارد لودفيغ على موقع ألو سيني (الفرنسية)
- إدوارد لودفيغ على موقع أول موفي (الإنجليزية)
- إدوارد لودفيغ على موقع قاعدة بيانات الأفلام السويدية (السويدية)
- إدوارد لودفيغ على موقع إن إن دي بي (الإنجليزية)
- إدوارد لودفيغ على موقع قاعدة بيانات الفيلم (الإنجليزية)
- إدوارد لودفيغ على موقع كينوبويسك (الروسية)